# Karl Ballenberger
Karl Ballenberger, né le 24 juillet 1801 à Ansbach et mort le 21 septembre 1860 à Francfort-sur-le-Main, est un peintre, aquarelliste, graveur et lithographe allemand.

## Biographie
Karl Ballenberger naît le 24 juillet 1801 à Ansbach. Fils d'un charpentier, il apprend le métier de tailleur de pierre après avoir fréquenté une école de dessin et peint pendant un certain temps des tasses à Bruckberg dans une fabrique de porcelaine contre un faible salaire. Il trouve ensuite un emploi d'aide chez le Baurath Klein (1822) à Ansbach, au début contre un salaire journalier de 48 kr. Il y passe neuf ans. Friedrich Hoffstadt (de) l'emmène en 1831 à Munich, où il se consacre à la peinture à l'académie locale. À la demande de l'association pour l'étude de l'antiquité allemande, le prince héritier Louis de Bavière, qui reste son ami toute sa vie, lui accorde un soutien mensuel de 20 florins.
Pendant son séjour à Munich, il réalise, en plus de ses peintures, la plupart des travaux de taille de pierre pour le clocher de style gothique de l'église de Nördlingen, et s'occupe également de vitraux ; il crée ainsi deux vitraux représentant des scènes des Nibelungen, et pour l'église Saint-Esprit de Nördlingen, un vitrail de chœur avec l'adoration des trois rois mages. En 1833, il part avec Hoffstadt pour Francfort-sur-le-Main, qu'il considère dès lors comme son domicile permanent. C'est là qu'il se fait admettre comme élève au Städelsches Kunstinstitut, qui est alors dirigé par Philipp Veit. Plus tard, il suit Veit, après que celui-ci ait quitté la direction, avec Steinle, Rethel, Settegast, Strauch, Ihlée et d'autres, à la Maison allemande de Sachsenhausen, près de Francfort-sur-le-Main.
C'est à Francfort que commencent ses véritables études de peinture à l'huile, dans lesquelles, suivant l'esprit du courant artistique médiéval, il représente l'histoire, les légendes et le romantisme, tout en s'appuyant étroitement, dans la forme et le costume, sur les traditions d'Eik, de Dürer, de Martin Schön, etc. de sorte que ses créations ont quelque chose de tout à fait particulier, d'étranger aux temps modernes. Sa première peinture à l'huile réalisée à Francfort, représentant le chevalier Saint-Georges libérant la fille du roi en terrassant le dragon, est offerte à l'Association pour l'étude de l'Antiquité de Munich. Pour la salle impériale de Francfort-sur-le-Main, il peint les portraits de l'empereur Conrad Ier, de Louis de Bavière, de Gunther de Schwarzbourg et de Ruprecht du Palatinat, le premier pour le compte du Städelsches Kunstinstitut, le second pour le compte du roi Louis Ier de Bavière, le troisième pour le baron von Bethmann et le dernier pour une association bavaroise dirigée par l'envoyé au Bundestag, M. von Mieg. L'artiste réalise quatre autres tableaux à l'huile sur toile pour le professeur Bernhard à Augsbourg, afin de décorer la salle de sa bibliothèque, ainsi qu'un grand tableau sur l'histoire de la Réforme dans cette ville pour la ville d'Augsbourg. - Ses "Räuber auf Maria Culm" et "St. Meinrad" sont connus par la lithographie, et son "Adoration de l'enfant Jésus par les mages et les bergers de l'Orient" par la gravure en couleurs.
D'autres œuvres de lui sont : Scènes des Nibelungen, Scènes de la vie de Sainte Elisabeth, Représentations de l'histoire sainte, en particulier de la Madone, Marchands de Nuremberg devant l'empereur Maximilien à Augsbourg, Henri le Lion à la diète d'Erfurt en 1181, Götz von Berlichingen parmi les Tziganes, Scènes du Faust de Goethe, du Juif de Spindler', de L'anneau magique de Fouqué, L'enterrement de Frauenlob etc. qu'il exécute en partie sur toile, en partie sur bois ou à l'aquarelle[style à revoir]. Il réalise également des modelages délicats en plâtre, des sculptures sur bois, etc.
Il mène à Francfort une nature morte très calme, ne vivant que pour ses études.. Habite une mansarde dans une auberge connue (dans l'abbaye), où il fait lui-même la cuisine ; toujours satisfait et aimable, toujours prêt à rendre service à ses amis. Karl Ballenberger meurt le 21 septembre 1860 à Francfort-sur-le-Main. Ses mis ornent sa tombe d'un monument à son effigie en relief, réalisé par A. v. Nordheim.